# АК-306
АК-306 (А-219) е съветска и руска шестстволна корабна автоматична артилерийска установка калибър 30 mm. Индексът на оръдието е АО-18Л.
То е средство за самоотбрана на кораба, може да се използва за поразяване на въздушни цели, при балистична стрелба на далечини до 4000 m и леки надводни сили на противника на дистанции до 5000 m.

## История
Поради невъзможността да се постави установката АК-630 със СУО „Вимпел“ на корабите с малка водоизместимост, за екраноплани, кораби на въздушна възглавница, катери с малка водоизместимост, а също и при съдове, подлежащи на мобилизация във военно време, се появява необходимост от олекотена установка, без радиолокационна система за управление на стрелбата.
Установката А-219 е проектирана в ЦКБИ СОО, с главен конструктор – М. С. Кнебелман.
Официално установката А-219 е приета на въоръжение под индекс АК-306 със заповед на Министъра на отбраната № 0125 от 23 юни 1980 г.
Производството е усвоено в Туламашзавод, серийното производство върви от 1978 г. (по чертежите на главния конструктор).
Към 1 януари 1986 г. Военноморският Флот на СССР приема 125 установки АК-306.

## Конструкция
Външно АК-306 почти не се отличава от AK-630. Боеприпасите, балистиката, вътрешното устройство на ствола, системата за лентовото подаване, и много друго са взети от нея. Принципната разлика е в това, че АК-306 има шестстволен автомат АО-18Л, при който въртенето на блока стволове става не от газов двигател, а от външен електродвигател, работещ от мрежа на променлив ток. Въртенето от вала на електродвигателя се предава чрез електромагнитна муфа и зъбен редуктор към блока стволове.
Досилката на патроните в ствола, затварянето на каналите на ствола и екстракцията на гилзите се осигурява от затворите, които при въртенето на блока стволове получават възвратно-постъпателно движение по направляващите от централната звезда, благодарение на това, че насочващите им ролки се въртят по затворения улей на копира, неподвижно закрепен за вътрешната повърхност на кожуха. Подаването на патронната лента става чрез подаващата звезда, насадена на вал, кинематично свързан с блока стволове. В лентата има 500 патрона.
Поради рязкото намаляване на темпа на стрелба от 5000 изстрела/минута до 600...1000 изстр./мин. при АК-306 се отказват от водната система за охлаждане на стволовете.
Обтекателят на установката представлява калпак из стъклопласт.
Насочването е дистанционно от системата на пункта за управление на стрелбата, свързан с оптически прицел ОПУ-1 и оптическата прицелна станция „Лазур“ (няма измерване на далечина до целта, балистичен компютър, стабилизатор на линията на прицелване). Всички големи детайли на установката и механизмите за насочване са направени от алуминиеви сплави, пластмаси и слабомагнитна стомана, благодарение на което установката се произвежда в един вариант – маломагнитен.

## Носители
- Гранични стражеви кораби проект 1248 „Москит“, Гранични стражеви кораби проект 1249, също така и някои от проекта 745П (ГСКР „Дон“, ГСКР „Виктор Кингисеп“, ГСКР „Твер“),
- Десантни катери на въздушна възглавница проект 1238 „Касатка“
- Десантни катери на въздушна възглавница проект 12061 „Мурена“
- Малки артилерийски кораби проект 21630 „Буян“
- Разузнавателни кораби проект 864 „Меридиан“
- Морски тралчик проект 02668 „Ахат“
- Тралчици проект 12700 „Александрит“
- Тралчици проект 10750 „Сапфир“
- Тралчици проект 1265 „Яхонт“
- Транспорти проект 1595 „Двина“

## ТТХ
- Патрон: 30×165 mm
- Темп стрелбата: 1000 изстрела/минута
- Дължина на залпа, макс.: 250 изстрела
- Дължина на серията, мин.: 1...3 изстрела
- Макс. далечина на стрелбата: 5000 m
- Боекомплект: 500 в установката + 1000 в погреба
- Ъгъл на възвишение: 85°
- Ъгъл на снижение: 12°
- Маса на артустановката: 1100 kg
- Подаване на патрони в автомата: непрекъснато, с патронна лента
- Начална скорост: 875±25 m/s
- Въоръжение: 30 mm шестцевен автомат АО-18Л